# Орджоникидзевский сельсовет (Красноярский край)
Орджоникидзевский сельсовет - сельское поселение в Мотыгинском районе Красноярского края.
Административный центр — посёлок Орджоникидзе.

## История
Статус и границы сельского поселения определены Законом Красноярского края от 25 февраля 2005 года «Об установлении границ и наделении соответствующим статусом муниципального образования Мотыгинский район и находящихся в его границах иных муниципальных образований»

## Население
| 2010 | 2012  | 2013  | 2014  | 2015  | 2016  | 2017  |
| ---- | ----- | ----- | ----- | ----- | ----- | ----- |
| 1526 | ↘1504 | ↘1497 | ↘1461 | ↘1448 | ↘1404 | ↘1383 |

## Состав сельского поселения
В состав сельского поселения входит один населённый пункт — посёлок Орджоникидзе.

## Местное самоуправление
Орджоникидзевский сельский Совет депутатов
Дата избрания: 14.03.2010. Срок полномочий: 5 лет. Количество депутатов:  10
Глава муниципального образования
- Ясюкевич Павел Иосифович. Дата избрания: 14.03.2010. Срок полномочий: 5 лет